# Ralf Vandebergh
 (mai 2025).
Motif : Ne semble pas répondre aux critères de notoriété des Scientifiques ou universitaires, pas de citation dans un médias d'envergure nationale le présentant comme un auteur de référence dans le domaine concerné.
- Archive Wikiwix
- Bing
- Cairn
- DuckDuckGo
- E. Universalis
- Gallica
- Google
- G. Books
- G. News
- G. Scholar
- Persée
- Qwant
- (zh) Baidu
- (ru) Yandex
- (wd) trouver des œuvres sur Wikidata

| 1. | Préciser le motif de la pose du bandeau. | Précisez le motif de la pose du bandeau en utilisant la syntaxe suivante : {{admissibilité à vérifier\|date=mai 2025\|motif=remplacez ce texte par le motif}}                        |
| 2. | Informer les utilisateurs concernés.     | Pensez à avertir le créateur de l'article, par exemple, en insérant le code ci-dessous sur sa page de discussion : {{subst:avertissement admissibilité à vérifier\|Ralf Vandebergh}} |

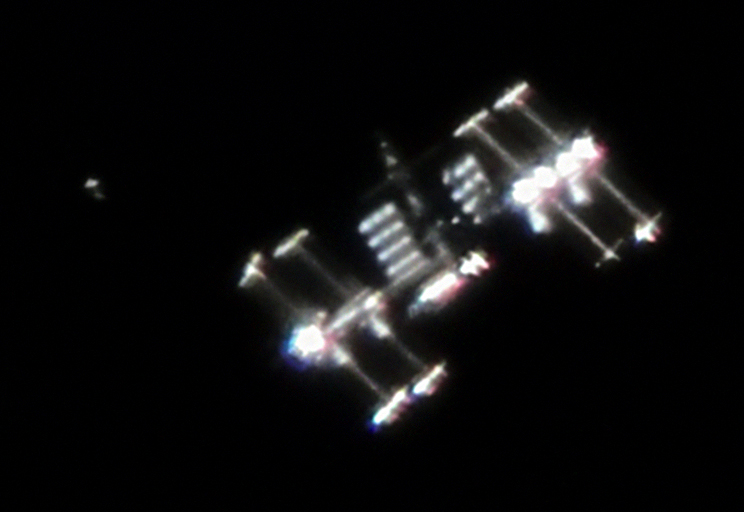
Photographie de la Station spatiale internationale prise à partir du sol par Vandebergh.

Ralf Vandebergh est un astronome et photographe néerlandais né en 1976. Il est principalement connu pour ses photographies à partir du sol d'objets du Système solaire, de satellites artificiels de la NASA et de la Station spatiale internationale,.